# 폴란드 하원
폴란드 하원(폴란드어: Sejm) 또는 세임은 폴란드의 입법부인 국민의회를 구성하는 의원이다. 460명의 의원으로 구성되어 있으며, 전체 선거에서 선출, 비례대표제에 따라 직접 비례적으로 선출되는 의회이다. 은행은 비밀 투표로 이루어진다.

## 같이 보기
- 폴란드 상원